# Stacy Keibler
Stacy Keibler (Baltimore (Maryland), 14 oktober 1979) is een Amerikaans actrice, model en voormalig professioneel worstelaarster en valet. Ze was als worstelaarster en valet bekend van haar tijd bij World Championship Wrestling, van 1999 tot 2001, en World Wrestling Entertainment, van 2001 tot 2006.

## Professioneel worstelcarrière

### World Championship Wrestling (1999-2001)
Keibler begon met toenmalig vriend Kris Cumberland te kijken naar het worstelen. In het najaar van 1999 schreef Keibler zich in voor een wedstrijd die gehouden werd door de World Championship Wrestling (WCW) om een nieuw lid te vinden voor de Nitro Girls dansgroep. Ze versloeg 300 andere meisjes voor een plaatsje in de dansgroep en $10.000. Elke week voerde Keibler, onder de naam Skye, dansen op in het WCW-programma, Monday Nitro. Al snel accepteerde ze een grotere rol en werd een valet, gebruikte de ringnaam Miss Hancock (soms kortweg "Handcock"), en werd geassocieerd met het tag team van Lenny Lane en Lodi. Haar karakter droeg een pak maar desondanks klom ze op de tafel van de commentatoren en danste sensueel. Met haar lengte van 1,80 m en lange benen was ze een van de weinige WCW-vrouwen die over het middelste van de drie touwen de ring in kon stappen.
Op dat moment had Handcock zowel op als buiten het scherm een relatie met David Flair, die op het scherm een relatie had met Daffney. Dit leidde tot haar debuut in de ring op Bash at the Beach in een Wedding Gown match, die Handcock verloor, waarna ze zelf haar japon uittrok. Daarna kwam er een nieuwe verhaallijn waarin Handcock een rol speelde als zwangere vrouw. Op het eind van de verhaallijn zou Ric Flair, de vader van David, of Vince Russo de vader zijn van haar kind. Later maakte Hancock bekend dat haar zwangerschap vals was, brak met David Flair en verdween van de televisie.

### World Wrestling Federation/Entertainment (2001-2006)
Toen de WCW in 2001 door de World Wrestling Federation (WWF) werd overgenomen, werd ook Keiblers contract door de WWF verlengd. Ze speelde een heel (schurk) in The Alliance. Op 14 juni 2001 maakte Keibler haar WWF-debuut in een aflevering van SmackDown!. Later vormde Keibler een team met Torrie Wilson en het paar ruziede met de Divas Trish Stratus en Lita. Tijdens deze vete beconcurreerden de vier Divas elkaar in de eerste tag team Bra And Panties match op Invasion pay-per-viewevenement, die Trish en Lita wonnen door hun opponenten uit te kleden.
Tegen het eind van de WCW/ECW Invasion, was Keibler de manager van de Dudley Boyz en maakte haar opwachting op WrestleMania X8, tevens haar WrestleMania-debuut. Keiblers rol met de Dudley Boyz kwam abrupt ten einde toen ze door een tafel heen werd gegooid. Dit kostte het team de zege. In het najaar van 2002 kon ze meermaals niet winnen van de toenmalig kampioene Trish Stratus voor het WWE Women's Championship.
In 2002 werd ze in eerste instantie ingehuurd voor SmackDown, waar ze de uitdaging aanging om de persoonlijke assistente te worden van Vince McMahon. McMahon nam haar in dienst nadat ze op de ring op een tafel had gedanst. Ze begon met McMahon te flirten en hem te verleiden, totdat Stephanie McMahon de 'General Manager' werd van SmackDown. Dawn Marie Psaltis maakte haar SmackDown-debuut als McMahon's assistente en concurreerde met Keibler om McMahons genegenheid.
Keibler ging toen naar Raw en maakte op 12 augustus 2002 haar Raw-debuut. In het begin van haar Raw-periode was ze de manager van de toen-faces (helden), Scott Steiner en Test. Toen Steiner Test, die op dat moment een "heel" was, versloeg voor Keiblers services, werd ze manager van Steiner. Test en zijn voormalig rivaal Chris Jericho versloegen Steiner en Keibler om Keiblers services terug te herwinnen. Steiner veranderde in een "heel" en viel Keibler aan. Test en Steiner vormden daarna een tijdje een duo en Keibler was hun seksslavin. De verhaallijn eindigde toen Mick Foley Keibler vrij maakte van haar bindend contract met Test en Steiner.
Keibler werd naar SmackDown! verzonden voor een vete met Torrie Wilson en "face" (op dat moment) Sable, die beiden recent voor de cover van de Playboy poseerden. Keibler en Miss Jackie daagden Sable en Wilson uit voor een tag-team Evening Gown match op WrestleMania XX, die ze verloren toen Jackie gepind werd door Wilson. De vete werd toen snel beëindigd.
Een jaar later had Keibler op het scherm een relatie met "face" (op dat moment) Randy Orton. Toen Orton The Undertaker uitdaagde voor een match op WrestleMania 21, beëindigde Orton de relatie en de verhaallijn door het uitvoeren van een "RKO" tegen Keibler.
Keibler vergezelde daarna het duo Rosey en The Hurricane. Ze werd, als Super Stacy, een-derde van het trio als een superheldin. Ze stond aan de kant van de ring als het duo bij verscheidene matches hun WWE World Tag Team Championship verdedigden.
In een aflevering van Velocity nam Keibler het op tegen Jillian Hall. Dit was haar laatste WWE-match en Keibler verliet de WWE.
Na een afwezigheid van vijf jaar gaf Keibler een speciaal gastoptreden voor WWE's realitysoap WWE Tough Enough.

## Persoonlijk leven
Ze heeft een relatie gehad met acteur George Clooney.

## In het worstelen
- Finishers
  - Spinning heel kick

- Signature moves
  - Cartwheel evasion
  - Corner foot choke
  - Hair-pull snapmare

- Worstelaars gemanaged
  - Standards and Practices
  - Los Fabulosos (El Dandy en Silver King)
  - David Flair
  - Shawn Stasiak
  - Dudley Boyz
  - Test
  - Scott Steiner
  - Rosey en The Hurricane
  - Randy Orton

- Bijnamen
  - "The Legs of WCW/WWE"
  - "The Duchess of Dudleyville"
  - "Super Stacy"

- Opkomstnummers
  - "Legs" van Kid Rock (WWF/WWE)

## Prestaties
- World Wrestling Entertainment
  - WWE Babe of the Year (2004)